# Merolonche atlinensis
Merolonche atlinensis är en fjärilsart som beskrevs av Barnes och Benjamin 1926. Merolonche atlinensis ingår i släktet Merolonche och familjen nattflyn. Inga underarter finns listade i Catalogue of Life.